# Hildegardia erythrosiphon
Hildegardia erythrosiphon är en malvaväxtart. Hildegardia erythrosiphon ingår i släktet Hildegardia och familjen malvaväxter.

## Underarter
Arten delas in i följande underarter:
- H. e. dolichocalyx
- H. e. eriocalyx
- H. e. erythrosiphon
- H. e. alluaudiana
- H. e. analamerensis
- H. e. antsiranensis
- H. e. onilahiensis
- H. e. urschiana